# Buran

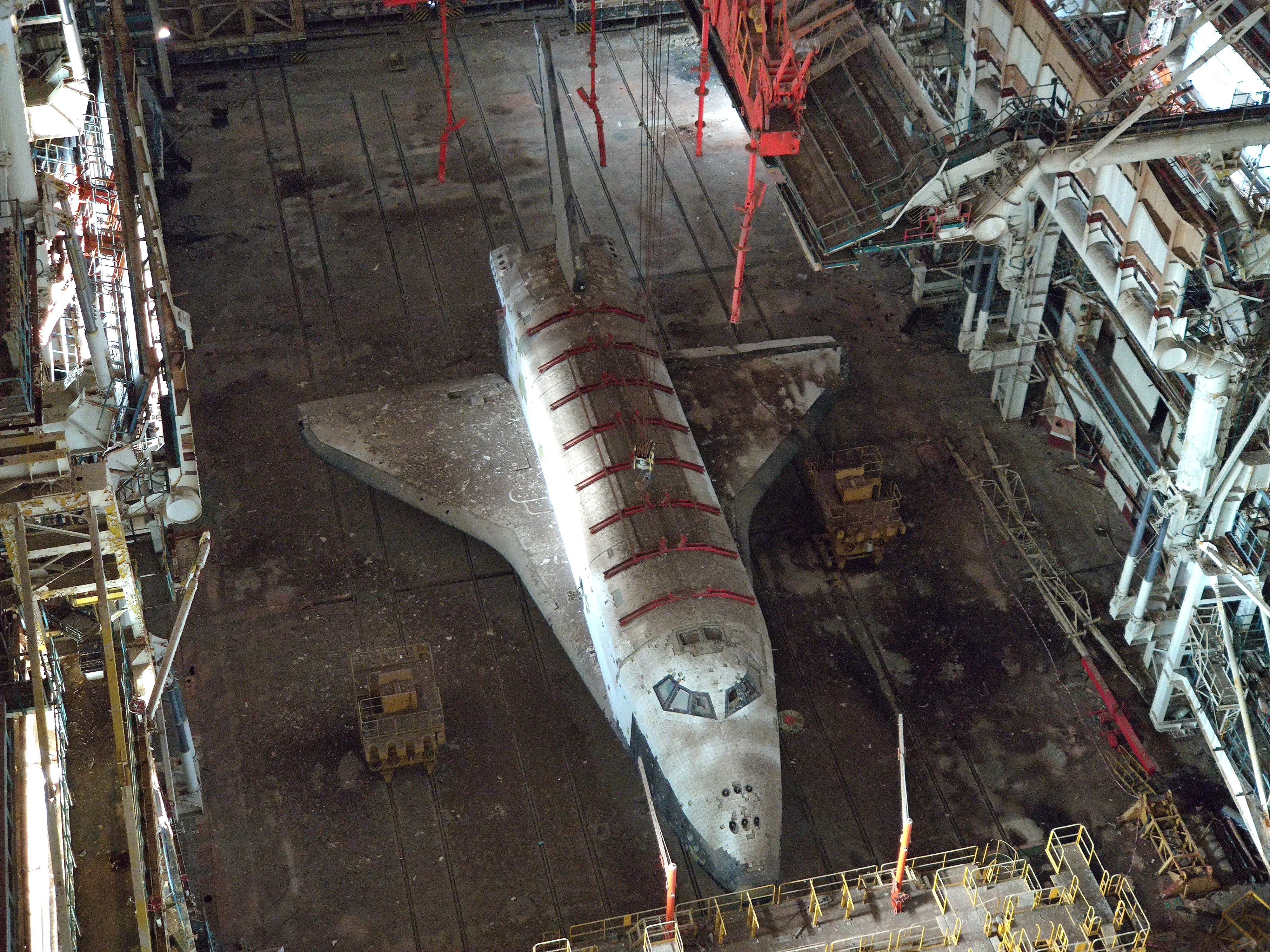
A romos állapotú Buran 1.02

A Buran (oroszul: Буран =hóvihar) szovjet űrrepülőgép, amelyet Gleb Lozino-Lozinszkij vezetésével az amerikai Space Shuttle mintájára fejlesztettek ki az 1980-as években az NPO Molnyija vállalatnál. Csupán egyetlen teljes példánya készült el, amely személyzet nélküli próbarepülést hajtott végre 1988. november 15-én, azután nem repült többet. Mivel a rendszer fenntartása nagyon drága volt, a Szovjetunió felbomlása pedig válságba taszította Oroszországot, 1992-ben leállították a programot, még úgy is, hogy akkorra már egy második űrsikló építését is elkezdték. Az űrrepülőgépeket Enyergija hordozórakétával indították volna Bajkonurból.
2002. május 12-én a Buran tárolására használt hatalmas hangár teteje a nem kielégítő karbantartás miatt beszakadt, az egyik űrrepülőgép megsemmisült, a balesetben nyolc munkás meghalt. (A másik megmaradt). Az űrrepülőgép légköri próbarepülésekre használt OK–GLI jelű prototípusa négy év pereskedés után a speyeri Technik-Museumba került, ahol 2008 szeptemberétől tekinthető meg.

## Története
A Buran fejlesztését a szovjet kormány 1976 februári határozatában rendelte el, az amerikai űrrepülőgép által az űrversenyben jelentett hátrány felszámolására. A program céljait nem konkretizálták eléggé, a lényeg egy „szovjet Space Shuttle” létrehozása volt.
A szovjet mérnökök egy kisebb és könnyebb űrjárművet szerettek volna építeni, de a katonai vezetők egy Space Shuttle-hez hasonló deltaszárnyú gép építését rendelték el. E program keretében kezdődött el az Enyergija hordozórakéta-család fejlesztése, mely az űrrepülőgép szállításán kívül több kisebb úgynevezett „űrcsónak” szállítását tette volna lehetővé. Jelenleg a program egyetlen, máig üzemelő tagja az Enyergija első fokozatából fejlesztett Zenyit hordozórakéta. A Buran űrrepülőgépeket több más szovjet repülőgépgyár közreműködésével a Tusinói Gépgyár építette. Az építés 1980-ban kezdődött el, 1984-re elkészült az első teljes méretű szovjet űrrepülőgép. A kicsinyített modellekkel való első szuborbitális próbarepülést 1983 júliusában végezték, ezt még további öt repülés követte.

### A BTSZ–002
A légköri repülési kísérletekre egy teljes méretű gépet építettek, mely a BTSZ–02 jelzést kapta (gyári jelzése: OK-GLI 02). Négy gázturbinás sugárhajtóművel szerelték fel, így képes volt hagyományos repülőtérről saját erőből felszállni. A gép rakterében helyezték el a sugárhajtóművek számára szükséges üzemanyagtartályokat. A pilótafülkébe a két pilóta számára K–36L típusú katapultülést szereltek be. A géppel elsősorban az automatikus leszálláshoz szükséges berendezések kipróbálását végezték, valamint a légköri repülési jellemzőket vizsgálták. A BTSZ–02 első felszállását 1985. november 10-én hajtotta végre a Zsukovszkiji nemzetközi repülőtérről Igor Volk (parancsnok) és Rimantas Stankevičius (másodpilóta) berepülőpilótával a fedélzetén. A géppel összesen 24 próbarepülést hajtottak végre, az utolsót 1988. április 15-én.

## Példányok
A Buran program befejezéséig öt gép építését kezdték el. Egy példányt fejeztek be, amely egy alkalommal repült. A többi gép befejezetlen maradt.
- 1.01-es gyártmány – Az egyetlen befejezett példány, amely automatikus üzemmódban sikeres űrrepülést hajtott végre. A kazah tulajdonba került gépet a bajkonuri űrrepülőtér 112-es indítóállása melletti szerelőcsarnokban tárolták. A hangár tetejének 2002. május 12-én történt beomlása következtében a gép megsemmisült.
- 1.02-es gyártmány – A gép építése 95–97%-os készültségi szintig jutott. Ez a gép hajtotta volna végre a típus második repülését. A Szovjetunió felbomlása után kazah tulajdonba került. A 112-es indítóállás melletti hangárban tárolták. A hangár 2002-es beomlásakor ez a példány nem szenvedett károkat. 2007 áprilisától kiállítási tárgy a bajkonuri űrrepülőtér 2-es indítóállásánál létrehozott múzeumban.
- 2.01-es gyártmány – Építését 30–50%-os készültségi szintnél hagyták abba. 2004-ig a Tusinói Gépgyár udvarán tárolták. 2004 októberében átszállították a Zsukovszkij repülőtérre, ott felújították és bemutatható állapotba hozták.
- 2.02-es gyártmány – Építését 10–20% körüli készültségi szintnél félbehagyták. Az elkészült részeket a Tusinói Gépgyárban szétbontották.
- 2.03-as gyártmány – Az építés kezdeti fázisában a Tusinói Gépgyárban az elkészült részeket szétbontották.

## A repülés
A Buran 1.01-es példánya első és egyetlen orbitális repülése 1988. november 15-én volt. Egy átalakított Enyergija hordozórakéta indította el. Az űrhajósok nélküli gépen nem volt életfenntartó rendszer és a CRT kijelzőkhöz nem telepítettek szoftvert. Visszatérése előtt a Buran kétszer kerülte meg a Földet, majd automatikus leszállást hajtott végre a bajkonuri űrrepülőtéren. Erre az amerikai űrrepülőgépek nem képesek. Az erről az indításról készült videófelvételek csak évekkel később kerültek nyilvánosságra (sokan személyesen látták az automatikus leszállás közvetítését a szovjet televízióban a megadott dátum idején).